# Yazz Ahmed

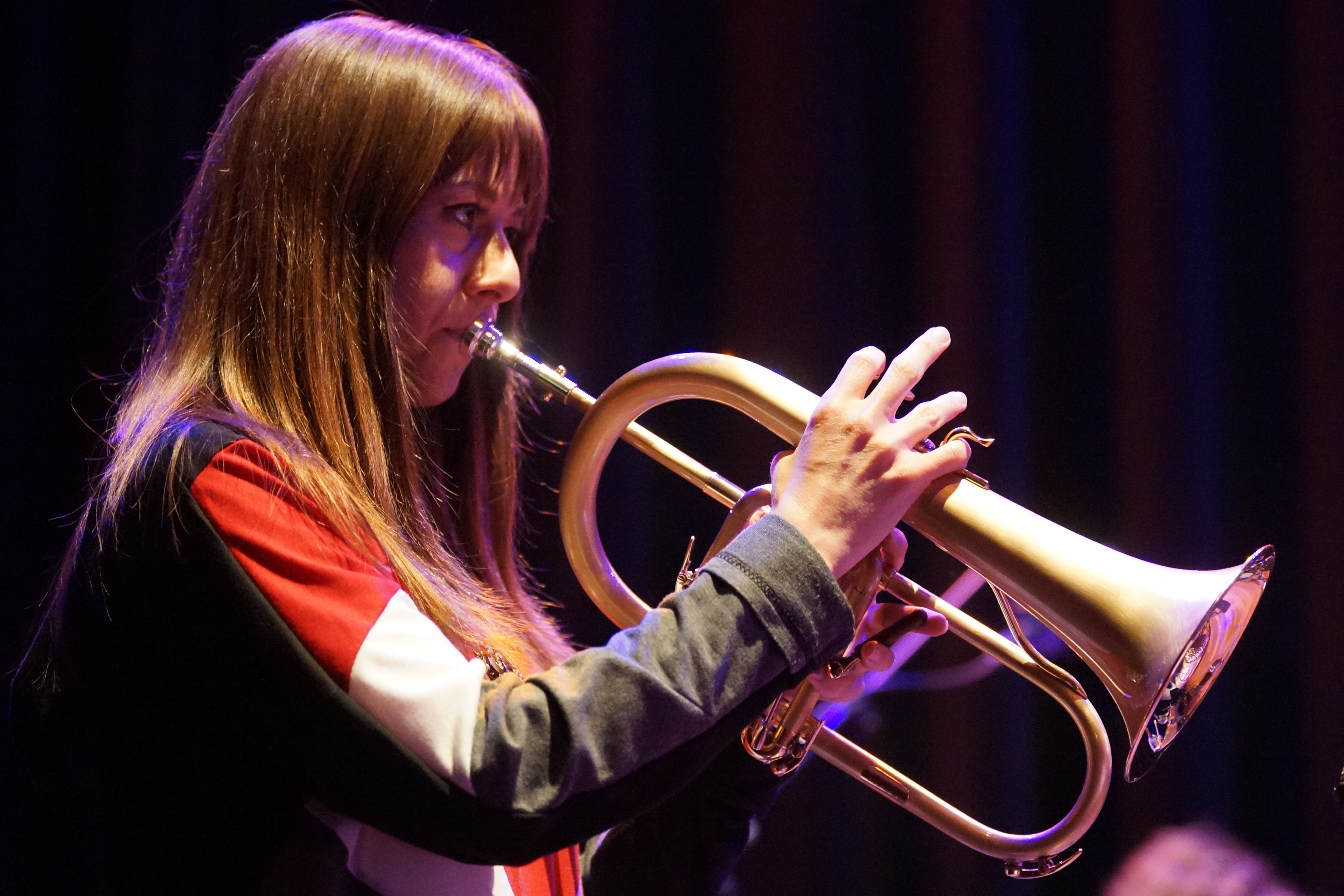
Yazz Ahmed (2019)

Yazz Ahmed (* 1983 in Bahrain) ist eine bahrainisch-britische Jazzmusikerin (Trompete, Flügelhorn, Komposition). Sie verarbeitet die Einflüsse der arabischen und der westlichen Welt in ihrem Psychedelic Arabic Jazz.

## Leben und Wirken
Ahmed verbrachte ihre Kindheit in Bahrein; mit neun Jahren kam sie nach Großbritannien, dort lebt sie auch heute. Mit neun Jahren begann sie erstmals, Trompete zu spielen. Ermutigt durch ihren Großvater, Jazz-Trompeter Terry Brown, machte Ahmed schnell Fortschritte, nahm Privatunterricht und spielte im Schulorchester. Nach der High School erwarb sie ihren Bachelor an der Kingston University und studierte anschließend an der Guildhall School of Music and Drama in London.
Während ihrer Zeit in London gründete sie ihre eigene Gruppe, mit der sie ihr Debütalbum Finding My Way Home (2011) aufnahm, auf dem ihre Auseinandersetzung mit der Verschmelzung von Jazz und arabischer Musik begann. Im Jahr 2012 vertrat Ahmed Bahrain bei der Londoner Kulturolympiade und schloss sich in Zusammenarbeit mit Transglobal Underground renommierten Musikern aus dem Arabischen Golf an. Dieses Projekt, In Transit, wurde vom British Council unterstützt in Dubai und London durchgeführt. 2014 erhielt sie ein Kompositionsstipendium von Birmingham Jazzlines, das sie beim Schreiben einer neuen großen Suite, Alhaan al Siduri, unterstützte, die 2015 im CBSO Centre in Birmingham uraufgeführt wurde. Zudem wurde sie von Tomorrow’s Warriors mit Unterstützung von PRS Women Make Music beauftragt, eine Suite zu schreiben; Polyhymnia wurde im selben Jahr in London von einer Frauen-Besetzung des Nu Civilisation Orchestra uraufgeführt. Im Jahr 2017 folgte ihr von der Kritik gefeiertes Album La Saboteuse (gemeinsam mit Shabaka Hutchings an der Bassklarinette, Naadia Sherriff am Fender Rhodes sowie Lewis Wright am Vibraphon), das sie weltweit bekannt machte. Dabei setzte sie u. a. ein speziell entwickeltes vierteltöniges Flügelhorn ein, das es ihr erlaubt, sich den spezifischen Skalen der arabischen Musik sehr anzunähern.
In den letzten Jahren hat Ahmed ihr Ensemble bei Konzerten in Großbritannien und den USA, Kuwait, Algerien, der Türkei, Frankreich und Deutschland geleitet; sie ist unter anderem auf den Leipziger Jazztagen und dem Jazzfestival Frankfurt aufgetreten. Sie hat auch mit Radiohead (The King of Limbs), Lee Perry, ABC, Swing Out Sister, Joan as Police Woman, Tarek Yamani und Amel Zen aufgenommen und gespielt und tourte weltweit mit der Art-Rock-Band These New Puritans. Im Jazzbereich arbeitete sie auch mit Toshiko Akiyoshi, Rufus Reid, Mark Nightingale, John Zorn und dem London Jazz Orchestra.

## Diskografische Hinweise
- Finding My Way Home; Suntara Records 2011 (Album)
- La Saboteuse;  Naim Jazz 2017 (Album)
- Polyhymnia; Ropeadope, 2019 (Album)
- Polyhymnia Remixed, Bandcamp, 2020 (EP)
- A Paradise in the Hold, Bandcamp, 2025 (Album)